# La Peinture et les Cochons
 (juillet 2025).
Pour plus de détails, voir Fiche technique et Distribution.
La Peinture et les Cochons est un film muet franco-néerlandais réalisé par Alfred Machin sorti en 1912.

## Fiche technique
- Titre original : pas de titre hollandais
- Réalisation et scénario : Alfred Machin
- Photographie : Paul Sablon
- Société de production : Pathé Consortium Cinéma et Hollandsche Film
- Pays :  France et  Pays-Bas
- Format : muet - Noir et blanc
- Métrage : 105 m
- Genre : comédie
- Date de sortie :
  - France : octobre 1912

## Distribution
- Le petit Maurice Mathieu y interprète le rôle de l'enfant et du singe en même temps.